# Matthias Reinschmidt

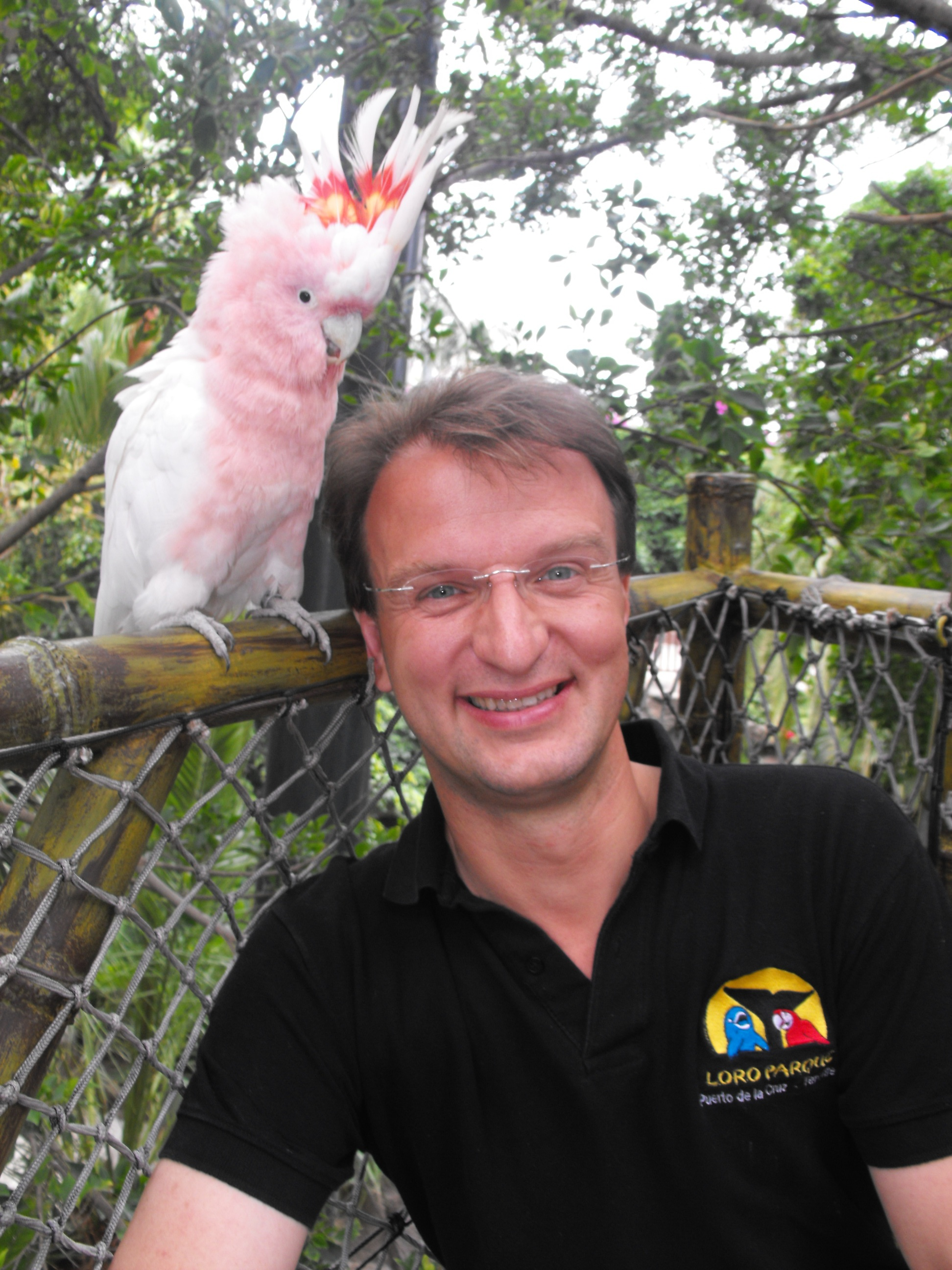
Matthias Reinschmidt mit einem Inkakakadu in der Katandra-Treetops-Freiflugvoliere im Loro Parque auf Teneriffa (2010)

Matthias Werner Reinschmidt (* 28. Mai 1964 in Bühl) ist ein deutscher Biologe, Tierphysiologe, Direktor des Zoos Karlsruhe und Vorstandsvorsitzender der Artenschutzstiftung Zoo Karlsruhe.

## Leben
Nach dem Abitur, das er an der Heimschule Lender in Sasbach erwarb, absolvierte er seinen Wehrdienst in Bad Bergzabern und Bruchsal als Fernmelder. 1986 arbeitete er für ein halbes Jahr als Praktikant im Zoologischen Garten Karlsruhe. Von 1986 bis 1995 studierte er Biologie an der Eberhard Karls Universität Tübingen. Er war von 1993 bis 2001 verantwortlicher Redakteur der Fachzeitschrift Papageien des Arndt-Verlags, ab 2001 weiterhin reguläres Redaktionsmitglied und war von 2001 bis 2015 Redaktionsmitglied der Zeitschrift Cyanopsitta, die sich inhaltlich mit den Tier-, Arten- und Naturschutzprojekten der Loro-Parque-Stiftung beschäftigt. Kurzzeitig war er Zuchtmanager im Loro Parque, bevor er im Juni 2001 zum Kurator ernannt wurde. Seit Dezember 2010 war Reinschmidt Zoologischer Direktor des Loro Parque und der Loro Parque Fundación. Zum 1. Juli 2015 übernahm er die Leitung des Zoos Karlsruhe.
2007 promovierte er zum Thema Untersuchungen zur Brutbiologie des Inkakakadus (Cacatua leadbeateri) im Loro Parque, Teneriffa an der Justus-Liebig-Universität Gießen im Fachbereich Veterinärmedizin in der DDC-Sachgruppe Landwirtschaft und erhielt als Erster in Deutschland den Titel Dr. biol. anim. Er war Lehrbeauftragter der Justus-Liebig-Universität Gießen. Schwerpunkt seiner Arbeit im Loro Parque war die Erhaltungszucht bedrohter Papageienarten, insbesondere des Spixaras, der in der freien Natur bereits als ausgestorben gilt, und des Leararas, dessen Bestand ebenfalls stark bedroht ist. Weiteres Engagement zeigt er für bedrohte Säugetierarten, Vögel, Reptilien, Amphibien und Fische. Einem breiten Publikum bekannt wurde Matthias Reinschmidt durch die Sendungen Papageien, Palmen & Co. der ARD sowie hundkatzemaus und Menschen, Tiere & Doktoren auf VOX. Nach seinem Auftritt in der Talkshow Menschen der Woche vereinbarte er mit Frank Elstner, dass ihn dieser mit einem Fernsehteam auf eine Expedition in den brasilianischen Urwald begleitete. Dabei besuchte das Team die bedrohten Lebensräume der Papageien und drehte eine Artenschutzdokumentation. Die zweiteilige Fernsehdokumentation dieser Reise wurde am 25. und 26. Dezember 2010 im SWR Fernsehen erstmals ausgestrahlt. Daraus entwickelte sich die Serie Elstners Reisen und bis heute wurden zwölf 90-minütige Artenschutzdokumentationen für den SWR gedreht, in deren Rahmen Reinschmidt auch mit dem in Artenschutzkreisen umstrittene Orang-Utan-Aktivisten Willie Smits zusammenarbeitete und eine nicht akkreditierte zoologische Haltung der Organisation Vier Pfoten besuchte. Er traf im Rahmen von Dreharbeiten zu diesem Format auch auf Jane Goodall, die zu diesem Zeitpunkt mit weiteren Tierrechtsorganisationen Teil einer Kampagne gegen den Loro Parque war.
Gemeinsam mit Frank Elstner ist Matthias Reinschmidt Botschafter der Promis für Tiere gGmbH. Die Organisation unterstützt unter anderem das Sintang-Rettungszentrum von Willie Smits sowie das Tierheim Smeura, das wiederum eng mit der Tierrechtsorganisation PETA kooperiert. Schirmherrin von letztgenanntem Projekt ist auch Marie Wegener, die schon das Gesicht einer PETA-Kampagne war und zuständig für das Tierheim bei PETA ist Jana Hoger, die, wie Reinschmidt, eine Protagonistin bei hundkatzemaus ist und bei der zuständigen Produktionsfirma docmaTV als Moderatorin angestellt ist.
In verschiedenen TV-Produktionen für verschiedene deutsche und internationale Fernsehsender hat er in seiner Position erst als Kurator und dann als Zoologischer Direktor des Loro Parque mitgewirkt – meistens als Protagonist, aber auch als Moderator. Seine rund 1.000 Beiträge in ornithologischen und zoologischen Fachzeitschriften sowie Hobbyzeitschriften wurden in 18 Ländern weltweit veröffentlicht. Er referierte über seine Erfahrungen in der Papageienzucht auf internationalen Kongressen im Bereich Artenschutz und Arterhaltung.
Reinschmidt ist Mitglied im Verband der Zoologischen Gärten (VdZ), der Zoologischen Gesellschaft für Arten- und Populationsschutz (ZGAP), im Beirat des Fonds für bedrohte Papageien, einer Arbeitsgruppe der (ZGAP), die weltweit Projekte zur Erhaltung gefährdeter Papageienarten durchführt und unterstützt, allerdings auch den umstrittenen Verein ACTP, der Auswilderungen von positiv auf Mykoplasmen getesteten Spixaras in Brasilien plant, was von Experten vor Ort kritisiert wird. Im September 2019 wurde er in den wissenschaftlichen Beirat der Loro Parque Stiftung berufen. Zudem ist er Botschafter der Stiftung. Am 1. Juni 2020 folgte er auf Thomas Arndt als Herausgeber der Zeitschrift Papageien. 2022 wurde er vom Karlsruher Institut für Technologie (KIT) zum Honorarprofessor (Hon.-Prof.) ernannt. Zu seinem 60. Geburtstag wurde eine der insgesamt mindestens 28.000 Heuschrecken-Arten nach Reinschmidt benannt: Phelene reinschmidti. Dafür sorgte das Staatliche Museum für Naturkunde Karlsruhe, das ein enger Kooperationspartner des Zoos ist. Das Museum wird vom Land Baden-Württemberg betrieben, das wiederum auch den Zoo fördert und mit ihm kooperiert.
Reinschmidt ist verwitwet und hat einen Sohn.

## Werke (Auswahl)
- Kunstbrut und Handaufzucht von Papageien und Sittichen. Arndt-Verlag, 2000, ISBN 3-9805291-6-9.
- Thomas Arndt, Matthias Reinschmidt: Amazonen Band 1. Arndt-Verlag, 2006, ISBN 3-9808245-5-1.
- Matthias Reinschmidt, Karl-Heinz Lambert: Papageien der Welt. Eugen Ulmer Verlag, 2006, ISBN 3-8001-4991-5.
- Neue Erkenntnisse zur Brutbiologie des Inkakakadus aus dem Loro Parque Teneriffa. Dissertation. VVB Laufersweiler-Verlag, 2007, ISBN 978-3-8359-5131-0.
- Thomas Arndt, Matthias Reinschmidt: Amazonen Band 2. Arndt-Verlag, 2009, ISBN 978-3-9808245-8-3.
- Farbatlas Papageien – 351 Arten im Porträt. Eugen Ulmer Verlag, 2009, ISBN 978-3-8001-5739-6.
- Ulrich Brodde, Matthias Reinschmidt: Tierische Persönlichkeiten im Loro Parque. Tipp 4 Verlag, 2010, ISBN 978-3-00-032449-9.
- Zucht von Papageien und Sittichen – Brut, Aufzucht und Pflege von Jungvögeln. 2. Auflage. Arndt-Verlag, Bretten 2021, ISBN 978-3-945440-63-6.

## Wissenschaftliche Veröffentlichungen
- Untersuchungen zur Brutbiologie des Inkakakadu (Cacatua leadbeateri) im Loro Parque, Teneriffa. Inaugural-Dissertation. Justus-Liebig-Universität Gießen. (geb.uni-giessen.de)

- M. Reinschmidt, D. Waugh: Haltung und Zucht des Spix-Aras (Cyanopsitta spixii) in der Loro Parque Fundación auf Teneriffa. In: Zool. Garten N.F. Band 77, 2008, S. 134–156.[24]

- M. Lierz, H. Müller, A. Wehrend, M. Reinschmidt, D. Neumann: Semen collection and artificial insemination in large psittacine species. In: Proceedings of the 11th Conference of the European Association of Avian Veterinarians and 1st Scientific Meeting of the European College of Zoological Medicine, 26.–29. April 2011, Madrid, Spain. 2011, S. 219–220.

- D. Neumann, H. Müller, M. Reinschmidt, M. Lierz: Artenschutz im Röhrchen – Eine neue Methode der Spermagewinnung und artifiziellen Insemination bei Großpapageien. In: 2. DVG-Tagung über Vogel- und Reptilienkrankheiten. Vortragsband. 2011, ISBN 978-3-86345-036-6, S. 204–206.[25]

- M. Lierz, H. Müller, A. Wehrend, M. Reinschmidt, D. Neumann: Assisted Reproduction in Psittacines – A breakthrough in species conservation, 32nd Annual Association of Avian Veterinarians Conference and Expo, 6.–12. August 2011, Seattle, USA.[26]

- M. Lierz, M. Reinschmidt, H. Müller, M. Wink, D. Neumann: A novel method for semen collection and artificial insemination in large parrots (Psittaci-formes). In: Scientific Reports. 3, 2013, Article number 2066. doi:10.1038/srep02066[27]

## TV-Präsenz
Matthias Reinschmidt wirkte in rund 400 TV-Produktionen mit – zumeist Dokumentationen zu Zoo-, Tier- und Artenschutzthemen – für die Sender ARD, ZDF, RTL, VOX, Kabel eins, ProSieben, Arte, SWR, MDR und BBC.

### Bekannte Formate
- Menschen, Tiere & Doktoren seit 2006 bei VOX (etwa 300 Sendungen)[28]
- Papageien, Palmen & Co. ab 2010 in der ARD (40 Sendungen)[29]
- Elstners Reisen – Blaue Papageien große zweiteilige Artenschutzdokumentation über bedrohte Papageien in Brasilien zusammen mit Frank Elstner (2010) für ARD und SWR[30]
- Moderator der sechsteiligen Sendung Tiere der Woche im SWR (2012), Produzent Frank Elstner[31]
- Moderator der dreiteiligen jeweils einstündigen Artenschutzdokumentationen Reinschmidts wilde Welt bei VOX (2012) zu den Themen: Artenschutz in Zoos am Beispiel des Zoo Wien, Haie auf den Bahamas, Luchse, Wölfe und Bären in der Slowakei[32]
- hundkatzemaus – Das Haustiermagazin auf VOX seit 2009 regelmäßige Moderatorentätigkeit in verschiedenen deutschsprachigen Zoos zu unterschiedlichen Zoo- und Tierthemen[33]